# Nova Londrina
Nova Londrina is een gemeente in de Braziliaanse deelstaat Paraná. De gemeente telt 12.898 inwoners (schatting 2009).